# Jangcshon-ku cshong állomás
Jangcshon-ku cshong (Yangcheon-gu cheong) állomás a szöuli metró 2-es vonalának egyik állomása Jangcshon-ku (Yangcheon-gu) kerületben. Nevét a kerületi városházáról kapta, a Jangcshon (Yangcheon) jelentése „napfényes patak”.

## Viszonylatok
| 2-es vonal                            | 2-es vonal                   | 2-es vonal                                                     |
| ------------------------------------- | ---------------------------- | -------------------------------------------------------------- |
| Torimcshon (Dorimcheon) Sindorim felé | Sindzsong (Sinjeong) szakasz | Sindzsongnegori (Sinjeongnegeori) Kkacshiszan (Kkachisan) felé |